# Тафти, Эдвард
Эдвард Рольф Тафти (англ. Edward Rolf Tufte; род. 14 марта 1942, Канзас-Сити) — американский статистик, профессор-эмерит статистики, политологии и компьютерных наук Йельского университета, известный своими работами по информационному дизайну.

## Биография
Эдвард Рольф Тафти родился в 1942 году в городе Канзас-Сити (штат Миссури, США). Его родителей звали Вирджиния Тафти и Эдвард И. Тафти. Он вырос в Калифорнии, в Беверли-Хиллз, окончил среднюю школу Беверли Хиллз. Тафти получил степени бакалавра и магистра по статистике в Стэнфордском университете и степень доктора философии в политологии в Йельском университете. Его диссертация, завершённая в 1968 году, называлась «Движение за гражданские права и его оппозиция». Затем он преподавал политическую экономику и анализ данных во время публикации своих трёх политических книг в Школе Вудро Вильсона при Принстонском университете.
В 1975 году Тафти, проживавшего в Принстоне, пригласили преподавать курс статистики группе журналистов, которые посещали школу экономики. Он разработал для студентов курс чтения и лекций по статистическим графикам. В дальнейшем он развил этот курс для объединённых семинаров со знаменитым учёным-статистиком Джоном Туки, пионером информационного дизайна. Материалы этих курсов легли в основу его первой книги по информационному дизайну, которая называется «Визуальное представление больших объёмов информации».
Тафти самостоятельно профинансировал издание этой книги в 1982 году, взяв вторую закладную на свой дом. При подготовке материала книги он тесно сотрудничал с дизайнером-графиком Говардом Граллой. Книга оказалась коммерчески успешной, а её автор, научный сотрудник, специализировавшийся на политической науке, стал признанным экспертом информационного дизайна.
Эдвардом Тафти придуман Искрографик.